# 武汉临空港经济技术开发区
武汉临空港经济技术开发区，原名吴家山台商投资区、吴家山国家级海峡两岸科技产业开发园、武汉吴家山经济技术开发区，是湖北省人民政府批准的对外经济开发区。

## 历史
开发区创建于1992年，创建目的是为了吸引台湾和其它地区的投资。2000年1月中华人民共和国科技部和国务院台湾事务办公室批准其成为国家级高科技产业园区，“武汉吴家山国家级海峡两岸科技产业开发园”。2010年11月11日经国家批复成为国家级经济技术开发区并改名为武汉吴家山经济技术开发区。
吴家山台商投资区、吴家山国家级海峡两岸科技产业开发园、以及武汉市东西湖区人民政府其实是同一个机构、同时拥有不同名号。
2013年5月14日，国务院批准武汉吴家山经济技术开发区更名为武汉临空港经济技术开发区，更名后，开发区将整合国家级开发区和国际空港资源优势，推动临空经济高速发展。

## 地理
该投资区紧邻汉口市区，属于汉口近郊区，在其西边。

## 商标
该区拥有“吴家山”的商标专用权。

## 企业
- 武漢弘芯（已倒闭）